# Abahuda
Abahuda (Abu Hoda) és un lloc de Núbia al Djebel Adda amb un temple excavat a la roca construït per ordre del faraó Horemheb i dedicat a Amon, Thoth i altres déus de Núbia. Es creu que estava situat a uns 50 km al sud d'Ibrim.